# Pfarrkirche Maria Pulst

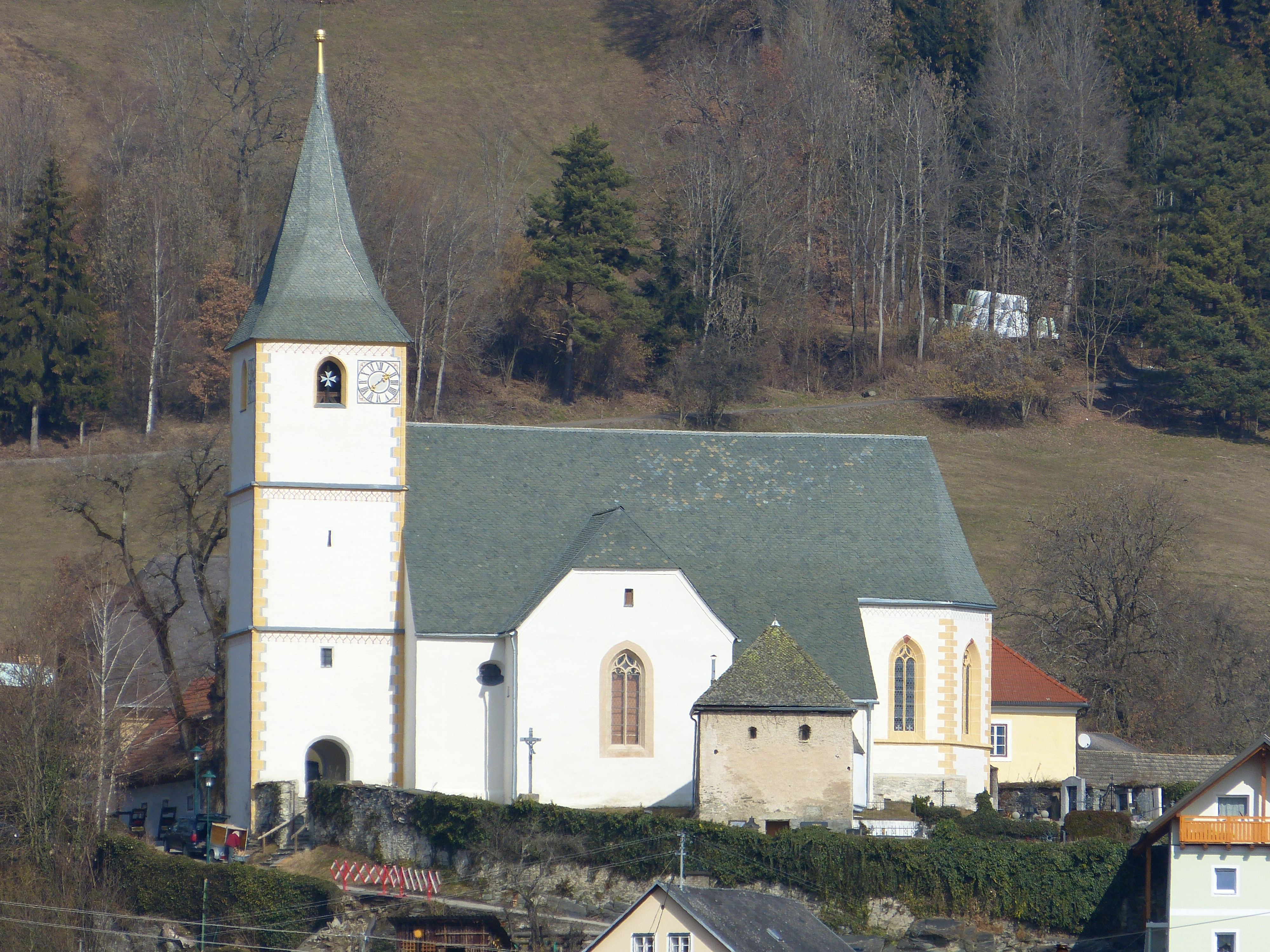
Maria Pulst, von Süden gesehen

Die römisch-katholische Pfarrkirche Maria Pulst steht am Südhang des Glantales in der Ortschaft Pulst der Gemeinde Liebenfels im Bezirk Sankt Veit an der Glan in Kärnten. Die der Aufnahme Marias in den Himmel, Mariä Himmelfahrt, geweihte Pfarrkirche gehört zum Dekanat St. Veit an der Glan in der Diözese Gurk-Klagenfurt. Die Kirche und der Karner stehen unter Denkmalschutz.

## Geschichte

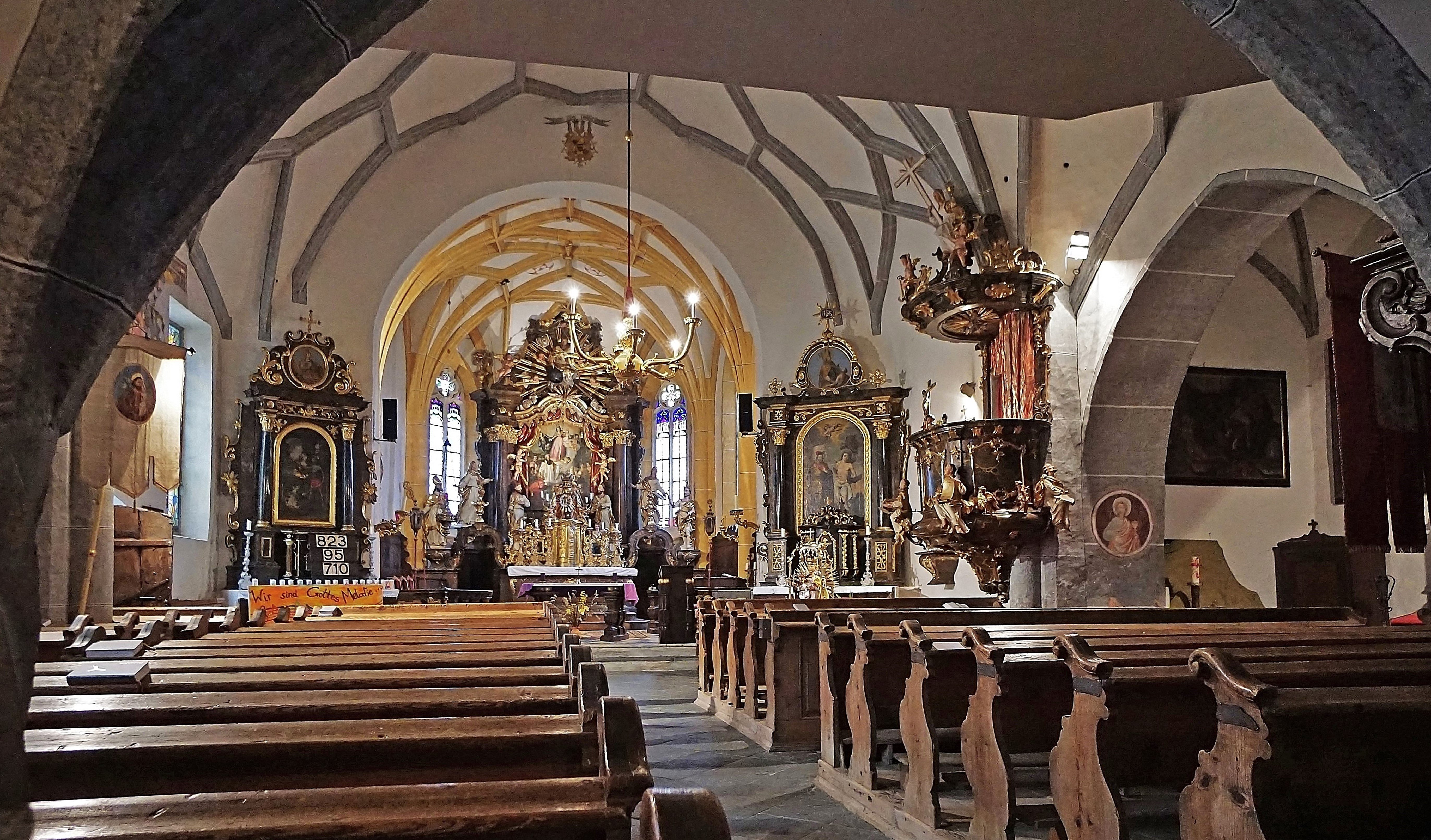
Innenansicht

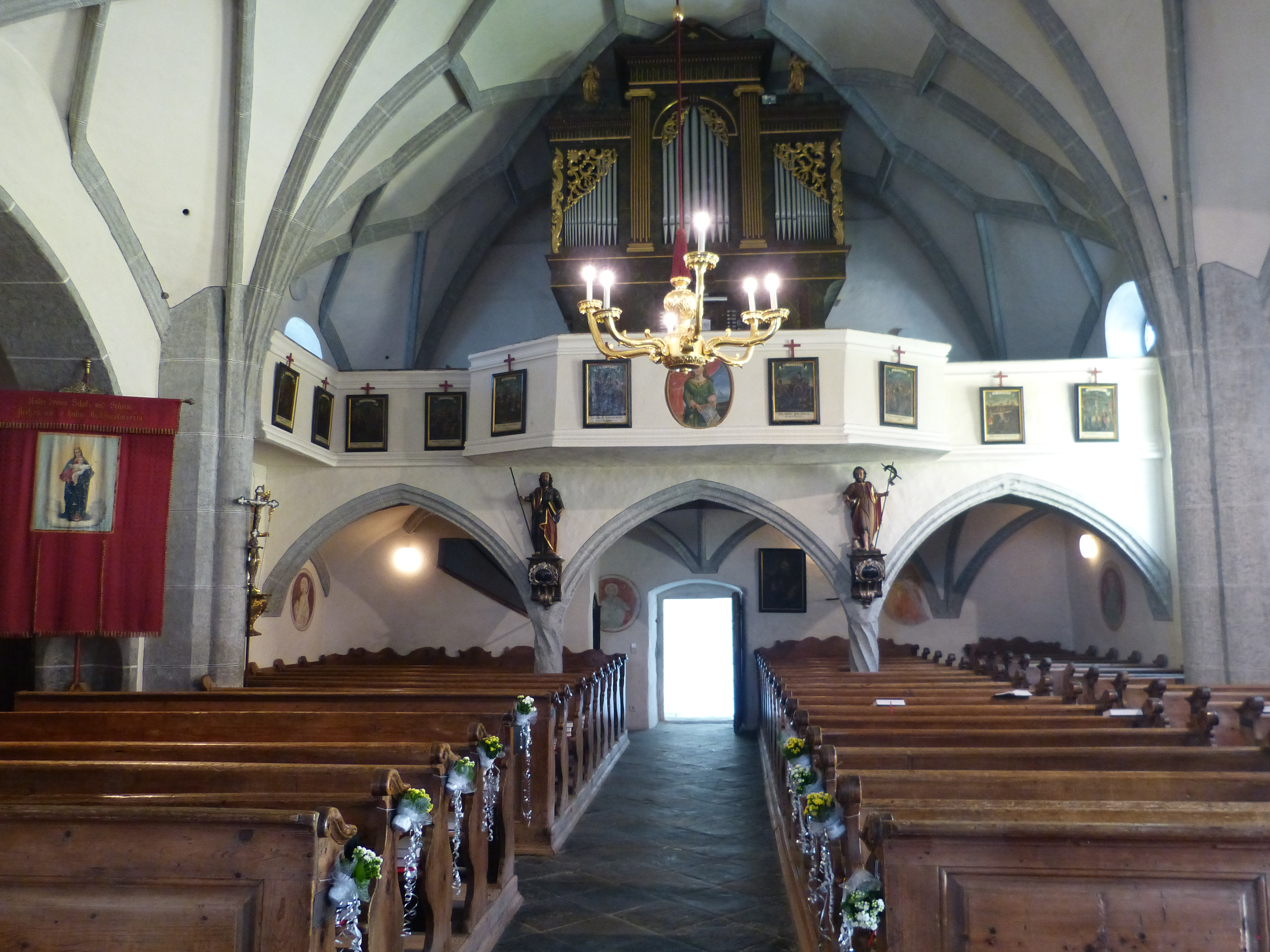
Westempore

1263 schenkte Herzog Ulrich III. von Kärnten das Patronatsrecht über die Eigenkirche den Johannitern. Pulst wurde dadurch inkorporierte Ordenspfarre des Johanniter- und in Fortführung des Malteserordens.

## Bauwerk
Das Langhaus des spätgotischen Baues aus dem 15. und frühen 16. Jahrhundert ist netzrippengewölbt. Der vorgestellte Westturm hat im Erdgeschoß eine Vorhalle. Das Westportal ist mit einer eisenbeschlagenen Tür verschlossen. Das Langhaus ist dreijochig mit nordseitigem Kielbogenportal und einer spätgotischen Kapelle an der Südseite. Im Osten schließt an das Langhaus der leicht eingezogene Chor mit 5/8-Schluss und Sternrippengewölbe. Die Westempore steht auf zwei gedrehten spätgotischen Säulen. Im Langhaus stellen rudimentäre Fresken an der Nordwand die Anbetung der Könige (15. Jahrhundert) und Szenen aus den Türkenkriegen (datiert 1579) dar.

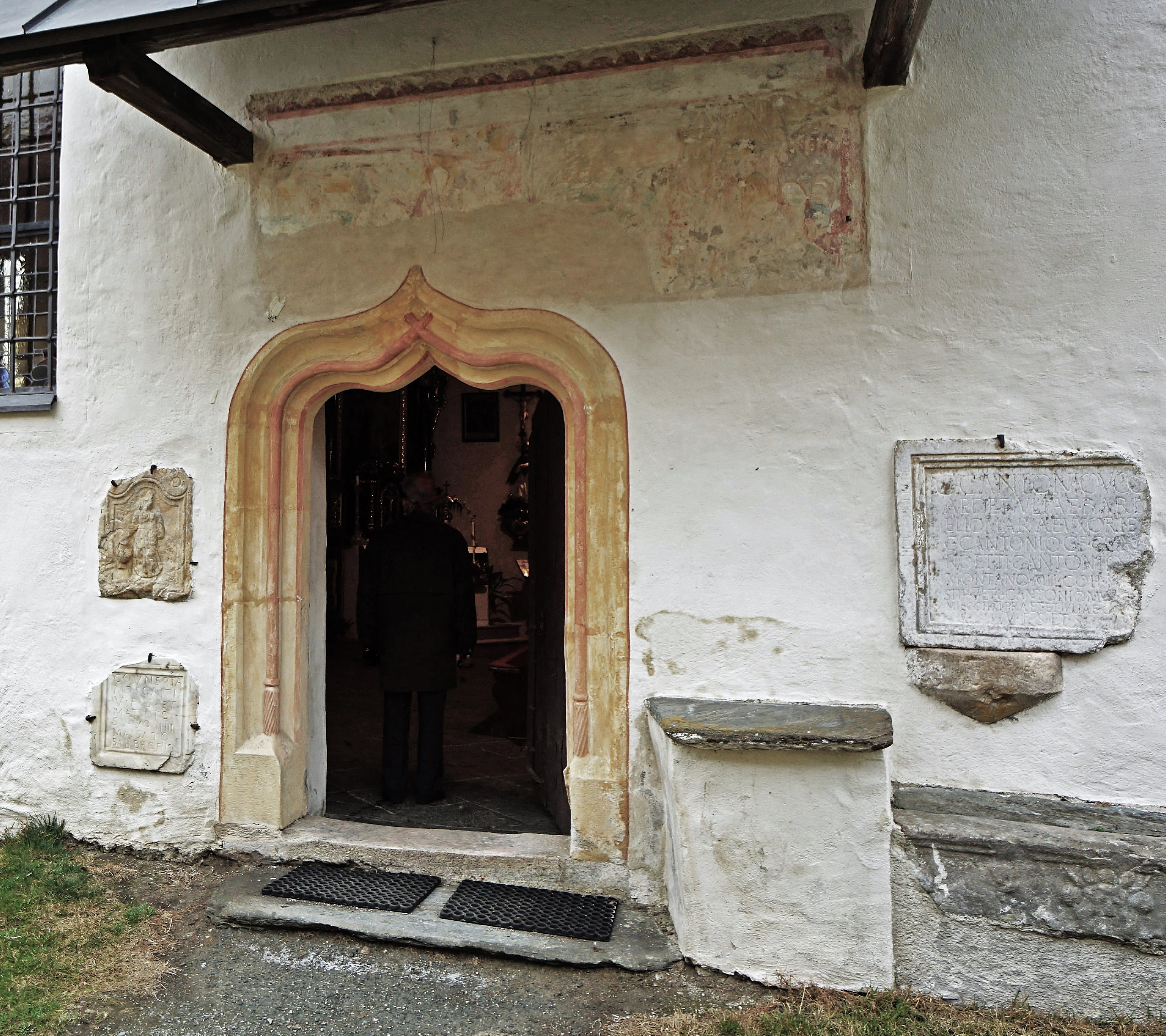
Nordportal
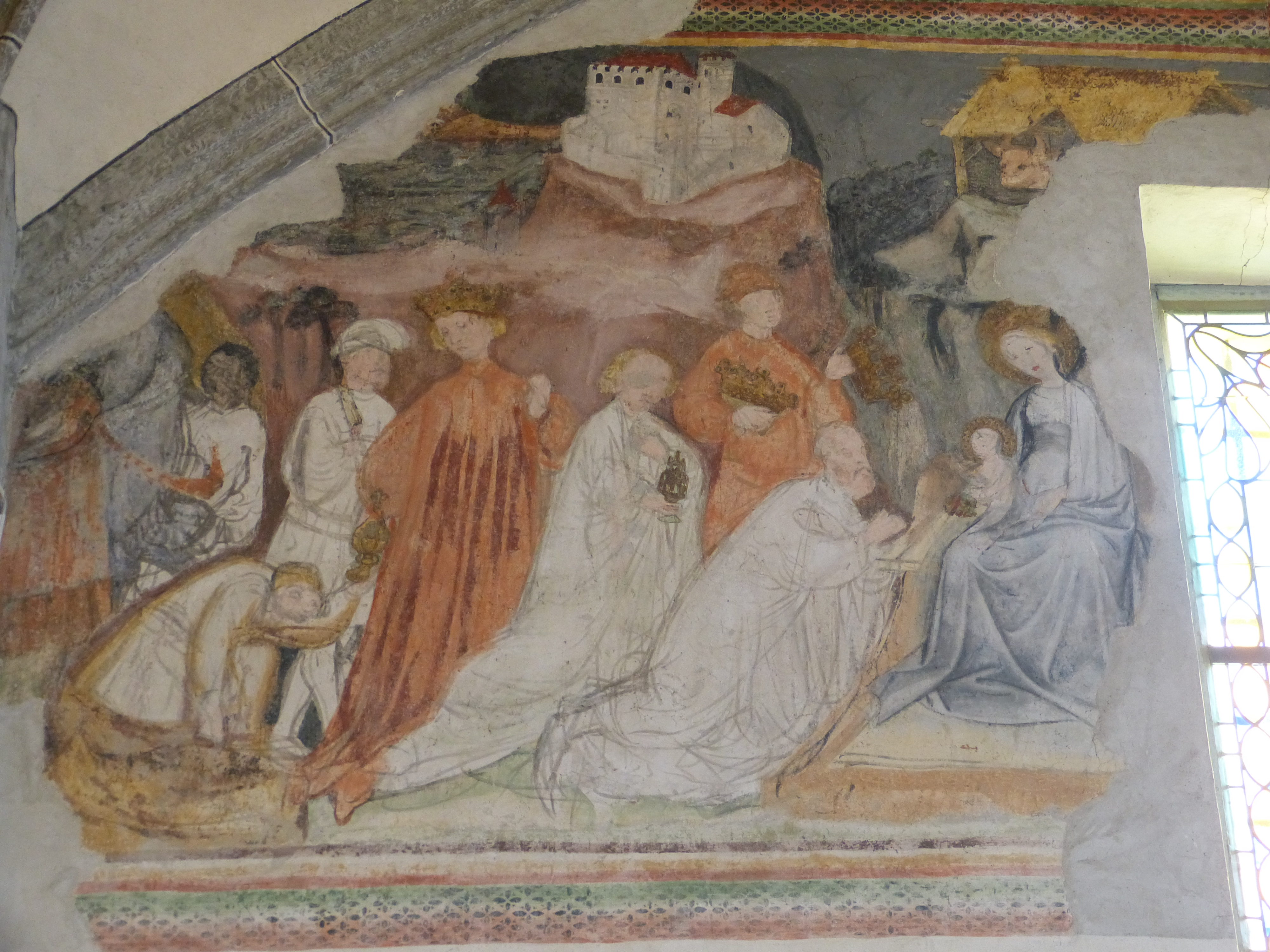
Anbetung der Könige, Fresko im Langhaus

## Einrichtung
Der spätbarocke Hochaltar wurde von Johann Georg Hittinger gefertigt. Das Altarbild zeigt eine Schutzmantelmadonna mit Kind. Auf den Opfergangsportalen und beidseits des Altarbildes stehen Schnitzfiguren.
Die Gemälde der beidseits vor dem Triumphbogen stehenden schlichten, barocken Seitenaltäre zeigen links die Enthauptung Johannes des Täufers, rechts das Martyrium des hl. Sebastian.
Der Kreuzaltar von 1731/32 in der südseitigen Kapelle ist ein Werk Johann Pachers.

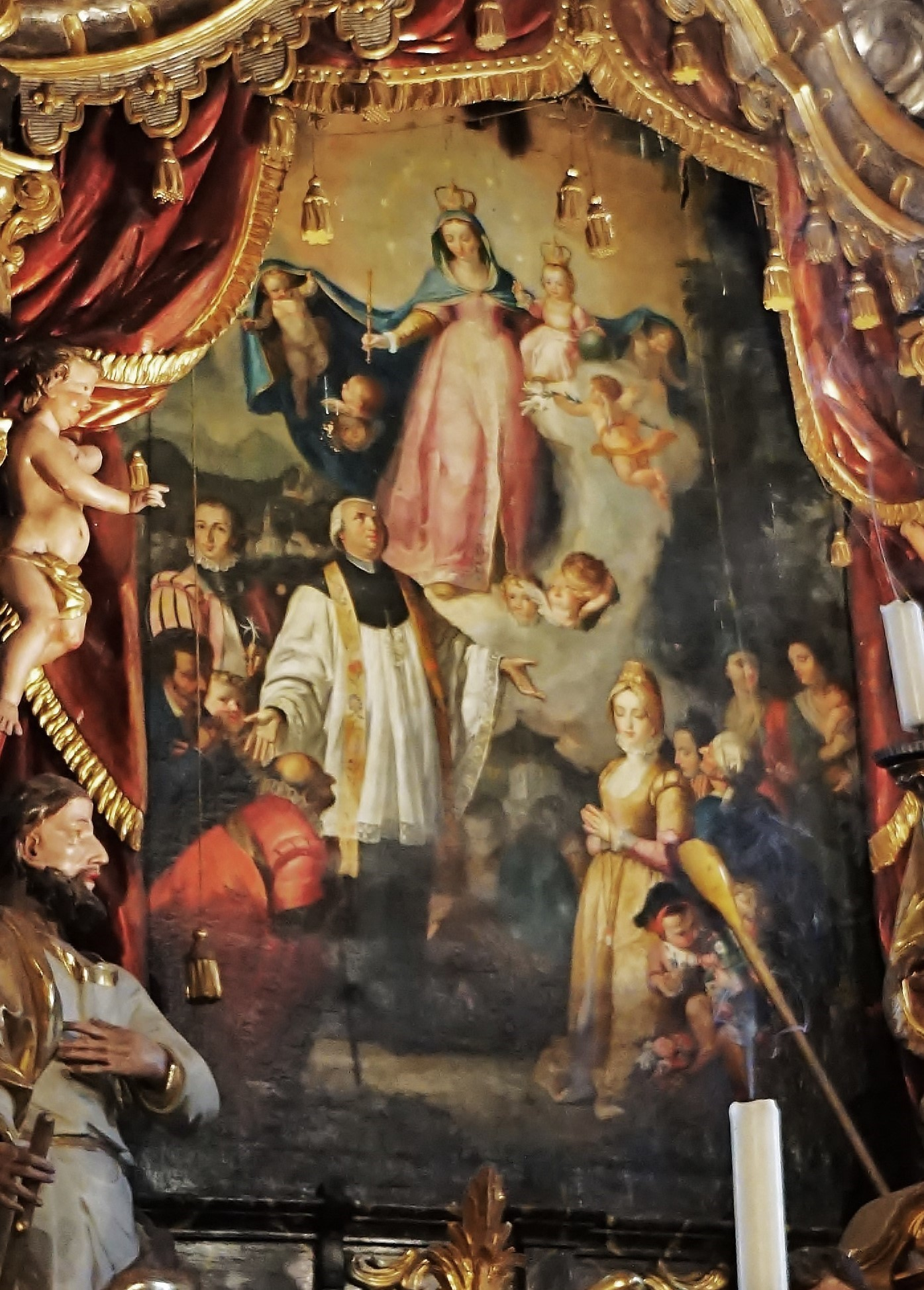
Altarbild des Hochaltars
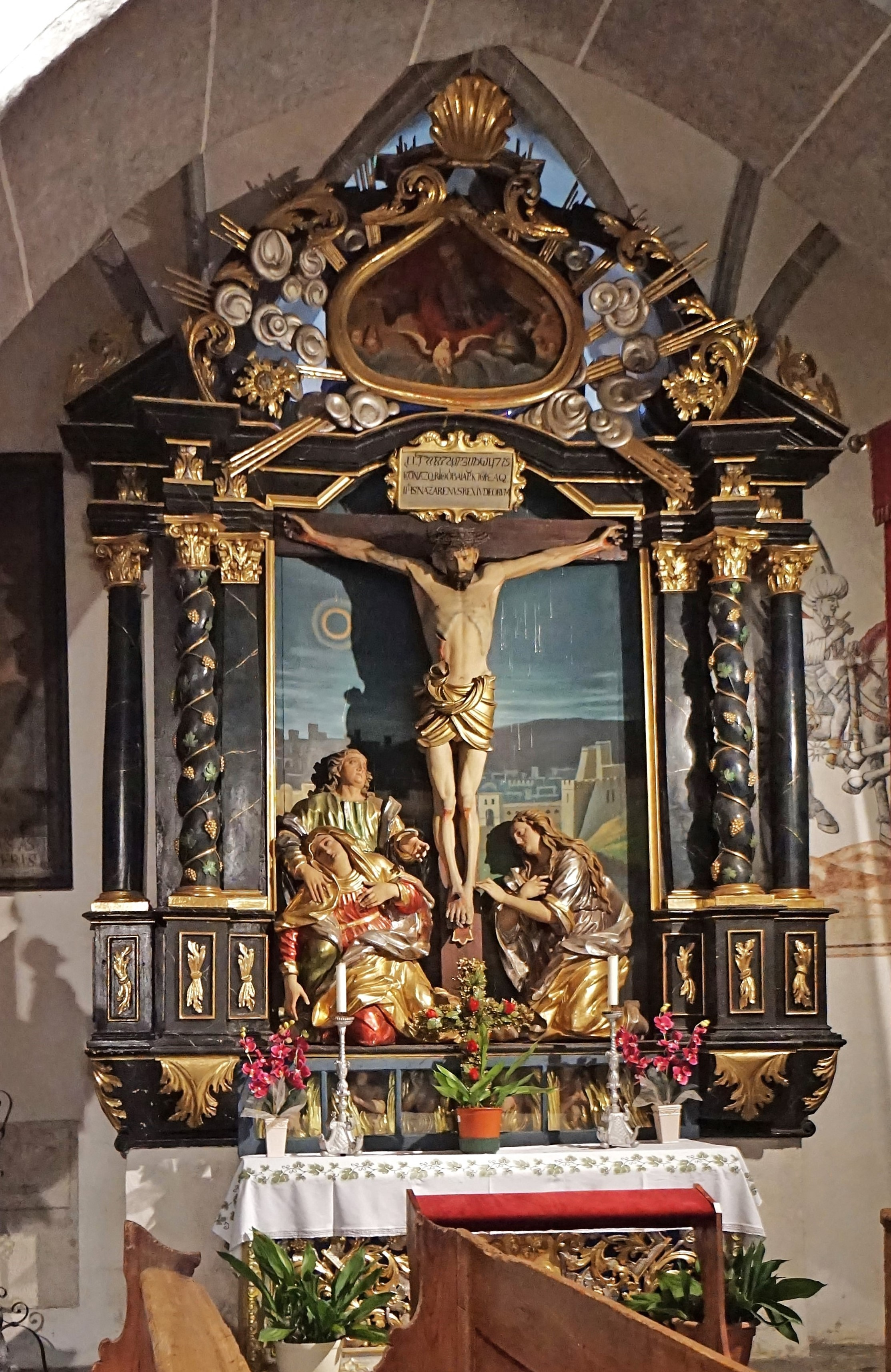
Der Kreuzaltar